# Jamal Othman

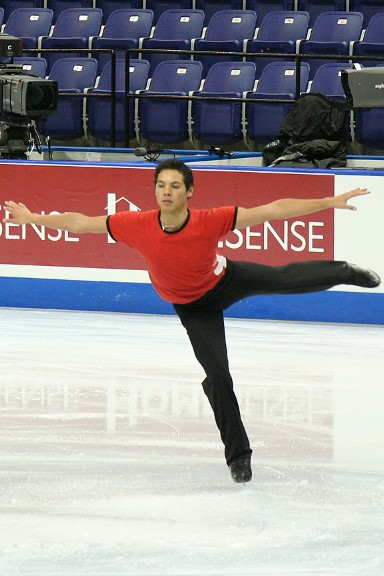

Jamal Othman (* 13. August 1986 in Worb) ist ein ehemaliger Schweizer Eiskunstläufer.
Sein Vater stammt aus Malaysia, seine Mutter aus der Schweiz. Er hat drei Brüder, Azman (* 1973), Harris (* 1976) und Rahim (* 1984). Er lebt und studiert in Malaysia. Im Juni 2017 heiratete er den französischen Eistanztrainer Romain Haguenauer.
Othman startete für den Schlittschuh Club Bern, seine Trainerin war Jacqueline Kiefer, seine Choreographin war Michèle Colberg. Nach der Saison 2009/10 trat er vom Eiskunstlauf zurück.

## Resultate
Olympische Winterspiele
- 2006: 27. in Turin

Weltmeisterschaften
- 2010: 22. Turin
- 2009: 26. in Los Angeles
- 2008: 22. in Göteborg
- 2007: 18. in Tokio
- 2006: 28. in Calgary
- 2005: 21. in Moskau
- 2004: 20. Junioren in Den Haag
- 2003: 39. Junioren in Ostrava
- 2002: 18. Junioren in Hamar
- 2001 31. Junioren in Sofia

Europameisterschaften
- 2009: 12. in Helsinki
- 2008: nicht teilgenommen
- 2007: 8. in Warschau
- 2006: 21. in Lyon
- 2005: 11. in Turin

Schweizer Meisterschaften
- 2010: 2. in Lugano
- 2009: 1. in La Chaux-de-Fonds
- 2008: 3. in Winterthur
- 2007: 2. in Genf
- 2006: 2. in Biasca
- 2005: 2. in Lausanne
- 2004: 3. in Neuchâtel
- 2003: nicht teilgenommen
- 2002: 2. in Zürich
- 2001: 1. Junioren in Genf
- 2000: 1. Junioren in Lugano